# 魯羅波利斯

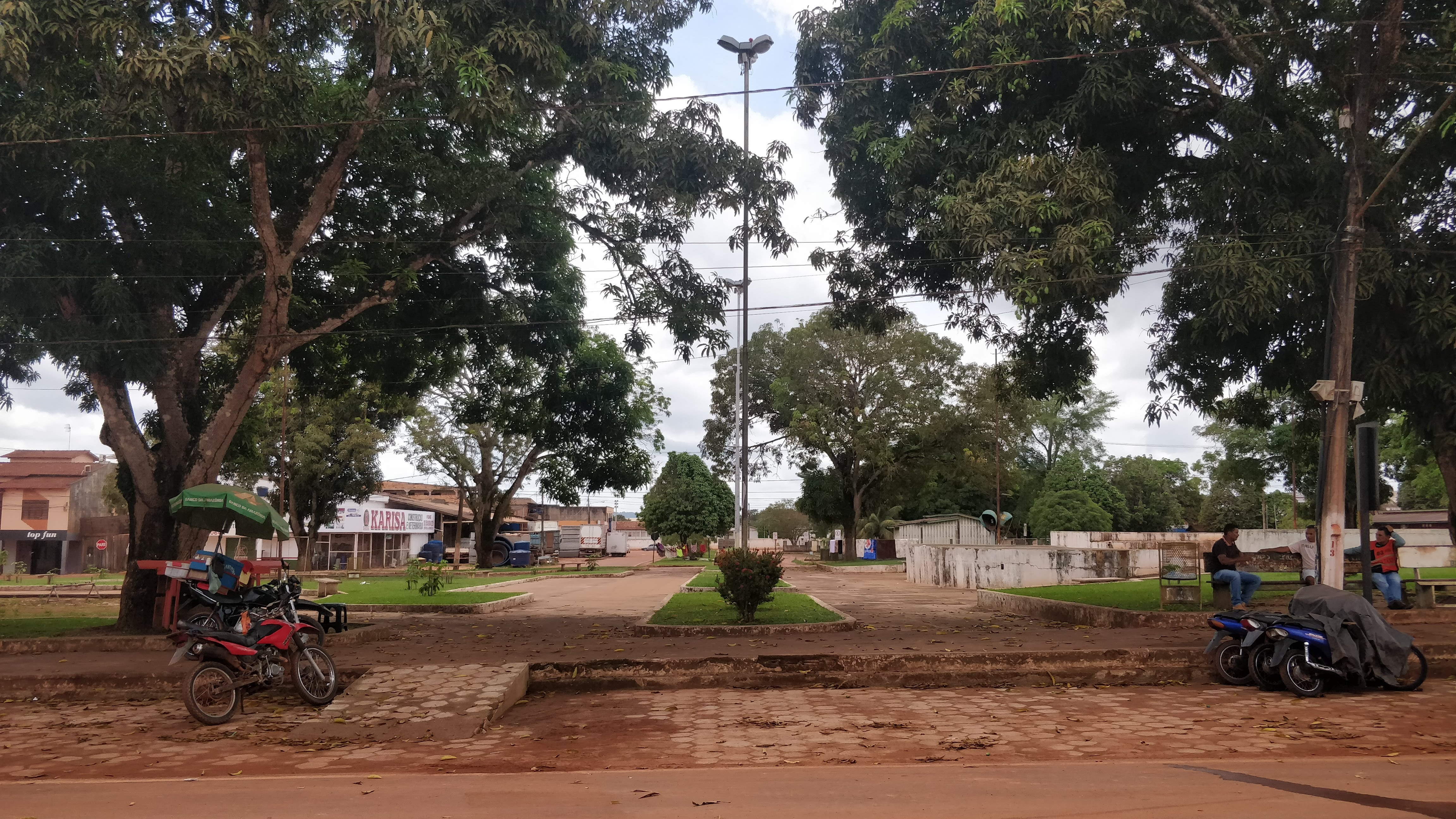
魯羅波利斯

魯羅波利斯（葡萄牙語：Rurópolis），是巴西的城鎮，位於該國北部，由帕拉州負責管轄，面積7,021平方公里，海拔高度170米，2010年人口40,087，該城鎮人口密度每平方公里5.71人。